# Armenit
Das Mineral Armenit (Calciocelsian) ist ein seltenes Ringsilikat aus der Milaritgruppe und hat die Endgliedzusammensetzung Ba(H2O)2Ca2Al3[Al3Si9O30].
Armenit kristallisiert mit orthorhombischer Symmetrie und bildet pseudohexagonale, prismatische Kristalle. Armenit ist meist farblos oder blass grün mit glasähnlichem Glanz und guter Spaltbarkeit parallel zu den Prismenflächen. Mit einer Mohshärte von 7 bis 8 ist Armenit etwas härter als Quarz.

## Etymologie und Geschichte
Die Beschreibung als eigenständiges Mineral erfolgte 1939 durch Henrich Neuman an der Universität Oslo in Norwegen, nachdem die Probe seit 1877, vom Mineralogiestudenten O. A. Corneliussen in der Armen Mine bei Kongsberg gesammelt und als „Epidot?“ beschriftet, in der Sammlung des Osloer Institutes für Mineralogie lag. Der Name Armenit geht auf den Fundort, die Armen-Mine, zurück.
In einer weiteren Publikation zwei Jahre später zeigte Neuman die Verwandtschaft von Armenit mit Milarit auf und stellte die Einordnung als Zeolith in Frage – die Entwässerungstemperatur ist mit 500 bis 600 °C für zeolithisches Wasser zu hoch.

## Klassifikation
In der veralteten 8. Auflage der Mineralsystematik nach Strunz gehörte der Armenit zur Mineralklasse der „Silikate“ und dort zur Abteilung „Ringsilikate (Cyclosilikate)“, wo er gemeinsam mit Merrihueit, Milarit, Osumilith, Roedderit, Sogdianit und Yagiit in der „Milaritgruppe“ mit der Systemnummer VIII/C.10 steht.
In der zuletzt 2018 überarbeiteten Lapis-Systematik nach Stefan Weiß, die formal auf der alten Systematik von Karl Hugo Strunz in der 8. Auflage basiert, erhielt das Mineral die System- und Mineralnummer VIII/E.22-150. Dies entspricht der Klasse der „Silikate“ und dort der Abteilung „Ringsilikate“, wo Armenit zusammen mit Agakhanovit-(Y), Almarudit, Berezanskit, Brannockit, Chayesit, Darapiosit, Dusmatovit, Eifelit, Emeleusit, Faizievit, Friedrichbeckeit, Klöchit, Lipuit, Merrihueit, Milarit, Oftedalit, Osumilith, Osumilith-(Mg), Poudretteit, Roedderit, Shibkovit, Sogdianit, Sugilith, Trattnerit, Yagiit und Yakovenchukit-(Y) die „Doppelte Sechserringe [Si12O30]12− – Milarit-Osumilith-Gruppe“ mit der Systemnummer VIII/E.22 bildet.
Die von der International Mineralogical Association (IMA) zuletzt 2009 aktualisierte 9. Auflage der Strunz’schen Mineralsystematik ordnet den Armenit in die Klasse der „Silikate und Germanate“ und dort in die Abteilung „Ringsilikate (Cyclosilikate)“ ein. Hier ist das Mineral in der Unterabteilung „[Si6O18]12−-Sechser-Doppelringe“ zu finden, wo es zusammen mit Almarudit, Berezanskit, Brannockit, Chayesit, Darapiosit, Dusmatovit, Eifelit, Friedrichbeckeit, Klöchit, Merrihueit, Milarit, Oftedalit, Osumilith, Osumilith-(Mg), Poudretteit, Roedderit, Shibkovit, Sogdianit, Sugilith, Trattnerit und Yagiit die „Milaritgruppe“ mit der Systemnummer 9.CM.05 bildet.
In der vorwiegend im englischen Sprachraum gebräuchlichen Systematik der Minerale nach Dana hat Armenit die System- und Mineralnummer 63.02.01b.01. Das entspricht der Klasse der „Silikate“ und dort der Abteilung „Ringsilikate: Kondensierte Ringe“. Hier findet er sich innerhalb der Unterabteilung „Ringsilikate: Kondensierte, 6-gliedrige Ringe“ als einziges Mitglied in der „Milarit-Osumilitgruppe“.

## Chemismus
Armenit hat die Endgliedzusammensetzung [C]Ba[B](H2O)2[A]Ca2[T2]>Al3[[T1](Al3Si9)O30] und ist das Mineral der Milaritgruppe mit den größten Al-Gehalten in den Silikat-Doppelringen.
Die empirische Zusammensetzung des Armenits aus der Typlokalität ist
- [C](Ba0,991K0,029Na0,082)[B](H2O)2[A]Ca2,016[T2]Al3[T1](Al2,964Si9,054)O30,[3]

worin [C], [B], [A], [T2] und [T1] die Kationenpositionen in der Milaritstruktur sind.

## Kristallstruktur
Armenit kristallisiert in der Struktur von Milarit. Die Verteilung des Aluminium in den Silikat-6er-Doppelringen ist vollkommen geordnet. Die 9-fach koordinierte B-Position ist vollständig mit H2O besetzt, das ebenfalls geordnet auf einer Unterposition der aufgespaltenen B-Position eingebaut wird. Das Sauerstoffion des H2O-Moleküls erhöht die Koordination des benachbarten Ca-Ions auf der A-Position auf 7, d. h., es bildet auch eine schwache Bindung mit Ca. Diese drei Faktoren, Al-Si-Ordnung, H2O auf B'-Unterposition und Erhöhung der Ca-Koordination, führen zu einer Erniedrigung der Symmetrie von Armenit von hexagonal auf orthorhombisch mit der Raumgruppe
- Pnna (Nr. 52) und den Gitterparametern a = 13.874(2) Å, b = 18.660(2) Å und c = 10.697(1) Å[7]
- oder Pnc2 (Nr. 30) und den Gitterparametern a = 18.660(2) Å, b = 10.697(1) Å und c = 13.874(2) Å[8]

mit 4 Formeleinheiten pro Elementarzelle.

## Bildung und Fundorte
Armenit bildet sich in Barium-reichen Umgebungen bei niedrigem Druck und Temperaturen unter 400 °C. Dies sind meist spätmagmatische hydrothermale, sulfidische Mineralisationen wie die Typlokalität bei Kongsberg, Norwegen oder von hydrothermalen Lösungen veränderte sulfidhaltige Gesteine. Aus der Lagerstätte Broken Hill, New South Wales, Australien, ist ein mit Gneis assoziiertes Auftreten von Armenit dokumentiert, dass auf deutlich höhere Bildungstemperaturen schließen lässt. Der auf der Wasenalp nördlich des Wasenhorns im Simplongebiet bei Brig, Wallis, Schweiz, auftretende Augengneis führt verschiedene gesteinsbildende Bariumminerale und enthält in Hohlräumen in alpinen Zerrklüften bis zu 2,5 cm große Armenitkristalle, die als die weltweit größten und besten Vertreter dieser Mineralart gelten.